# Argas nullarborensis
Argas nullarborensis är en fästingart som beskrevs av Harry Hoogstraal och Kaiser 1973. Argas nullarborensis ingår i släktet Argas och familjen mjuka fästingar. Inga underarter finns listade i Catalogue of Life.